# تشيستر د. ديفيدسون
تشيستر د. ديفيدسون (بالإنجليزية: Chester D. Davidson)‏ هو سياسي أمريكي، ولد في 1826، وتوفي في 1870. حزبياً، نشط في الحزب الجمهوري لمينيسوتا ‏ والحزب الجمهوري. وقد انتخب عضو مجلس نواب مينيسوتا.